# پسار (طارم)
پسار یا پاسار یک روستا در ایران است که در دهستان گیلوان واقع شده‌است.
این روستا از نظر موقعيت جغرافيايي و بر روي نقشه هاي گوگل جز استان زنجان می باشد . جمعیت این روستا طبق سرشماری سال ۱۳۹۵ ۱۴۰ نفر بوده‌است. این روستا دارای جاذبه های گردشگری فراوان است. شغل اکثر مردم روستا کشاورزی و دامداری است. از میوه های مشهور این روستا میتوان به زیتون، فندوق ، انجیر ، انار و ... اشاره کرد.
به گفته اهالی روستا در جنگ اسکندر مقدونی با داریوش سوم اهالی این روستا در دره اوباش تانگه یا تانکه رشادت های زیادی به خرج  دادند که متاسفانه مورخین یونانی کمتر به آن پرداخته اند.